# Wildemanshofje

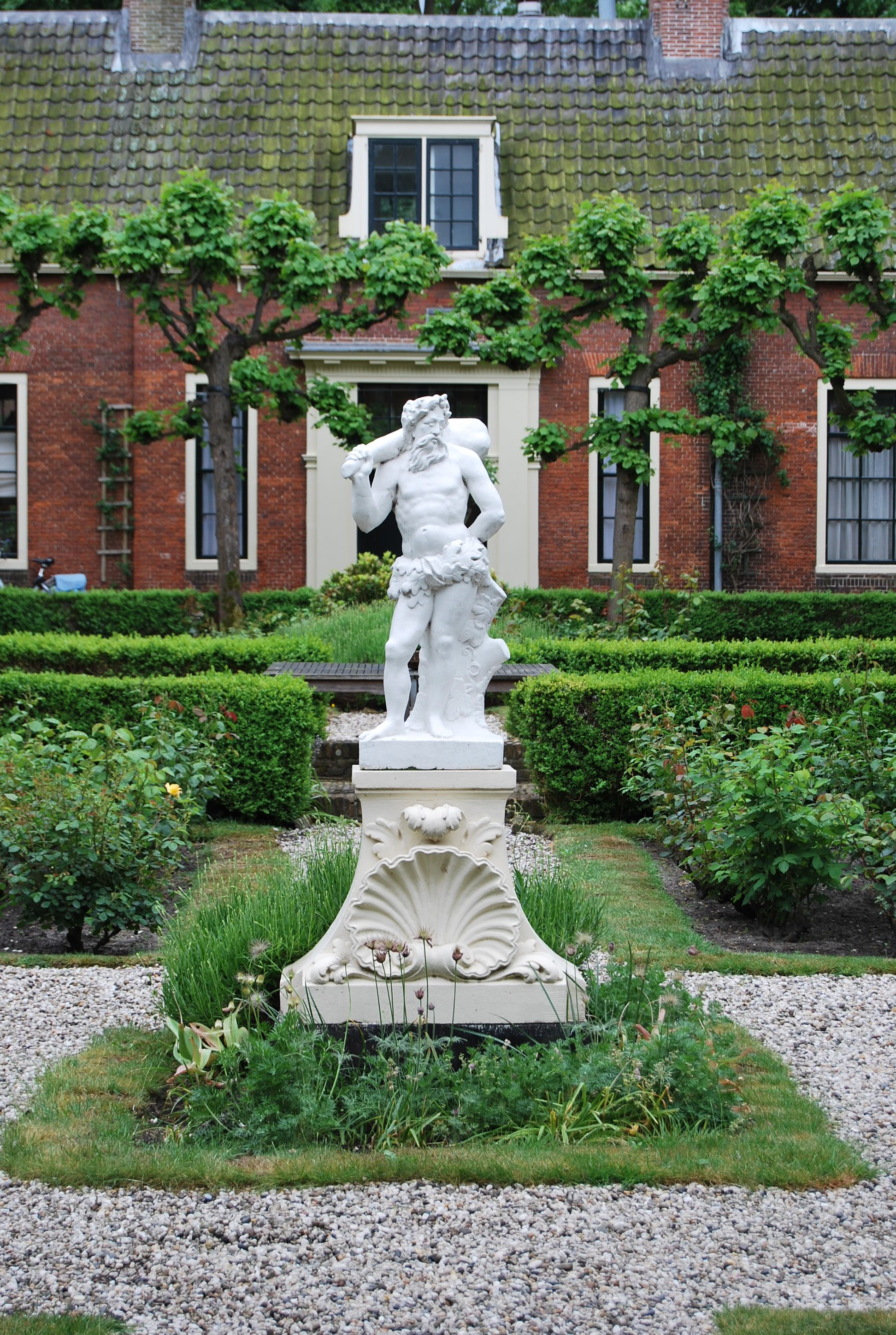
Sculptuur 'De Wildeman' in het Wildemanshofje aan de Oudegracht 45 te Alkmaar, gemaakt door beeldhouwer Jacob van der Beek

Het Wildemanshofje is een Nederlands hofje aan de Oudegracht in Alkmaar.
Het hofje is vernoemd naar Gerrit Wildeman. Tijdens zijn leven was Gerrit Wildeman een van de rijkste Alkmaarders. Als reder en groothandelaar in koloniale waren had hij een enorm vermogen vergaard. Aan het eind van zijn leven waren zijn vrouw en twee kinderen inmiddels overleden. In zijn testament bepaalde hij dat zijn erfenis besteed moest worden aan een nieuw te stichten provenhuis. Het hofje moest tussen de 20 en 25 huisjes gaan tellen. Wildeman sprak ook zijn voorkeur uit voor het uiterlijk van het hofje: het moest lijken op Meermansburg in Leiden.
Gerrit Wildeman overleed in 1702. Al snel daarna werd beslist dat het hofje gebouwd zou worden in de Spieringbuurt aan de Oudegracht 87. In een periode van enkele jaren werden er de nodige huizen en erven aangekocht, net zo lang tot er een aaneengesloten terrein was verworven. Rond 1707 was dit gerealiseerd, maar het begin van de bouw werd uitgesteld tot voorjaar 1713: in dat jaar werd de vrede van Utrecht gesloten en was de Republiek niet langer in oorlog met Frankrijk. De bouw duurde goed een jaar en stond onder supervisie van een tweetal 'stadstimmerbazen'.
Het nieuwe provenhuis kreeg net als Meermansburg aan de voorkant een hoog poortgebouw met op de bovenverdieping een regentenkamer. De vier vleugels van het complex met in totaal 24 huisjes omringen een binnentuin. Daar zijn nog twee oude waterputten waar vroeger water werd gehaald voor de was. De leilinden die er nu staan zijn gepoot in 1758 om de huisjes te beschermen tegen de middagzon. In 1849 werd het hofje gemoderniseerd, de kruiskozijnen vervangen door de huidige vensters. Het plafond van de regentenkamer, die zich boven de hoofdingang bevindt, stamt uit 1849.
Wildeman had zijn hofje bedoeld voor oude vrouwen. Van begin af aan was het hofje oecumenisch ingesteld: alle christelijke gezindten waren er vertegenwoordigd, zij het dat relatief veel huisjes waren gereserveerd voor doopsgezinde vrouwen en slechts een voor katholieke. Van de regenten waren er steeds twee doopsgezind, 1 remonstrants en 1 gereformeerd (hervormd). In de regentenkamer hangt al sinds de bouw van het hofje in 1713/1714 een portret van hem. Hierop voert Wildeman administratieve taken uit. Op het bureau achter hem staat een inktpot met ganzenveer, in zijn hand houdt hij een gezegelde akte. Sinds jaar en dag wijst hij de regenten op het belang van een goede administratie.
Vandaag de dag wordt het hofje nog steeds door vrouwen bewoond. Op religie wordt niet meer gelet.

## De beelden
Het Wildemanshof is voorzien van een aantal beelden, die vervaardigd zijn door de Alkmaarse beeldhouwer en stadsmetselbaas Jacob van der Beek. Op het dak van de voorgevel treffen we twee beelden aan die de Ouderdom en de Behoefte voorstellen. Opvallender is het grote beeld van een 'wilde Hercules' in een nis van de voorgevel. Het beeld verwijst overduidelijk naar de stichter, Gerrit Wildeman. Het kleine Herculesbeeld in de tuin is overigens pas in de negentiende eeuw daar geplaatst; oorspronkelijk bevond het zich boven op de gevel van pakhuis De Wildeman aan de Oudegracht.